# Viktor Olgyay
Viktor Olgyay (Budapest, 1 de septiembre de 1910- Princeton (Nueva Jersey), abril de 1970) fue un arquitecto y urbanista húngaro, y pionero del bioclimatismo. Trabajó asociado a su hermano gemelo Aladàr Olgyay.

## Trayectoria
Fue profesor de la Escuela de Arquitectura y Urbanismo de la Universidad de Princeton hasta 1970 y precursor en la investigación sobre la relación entre arquitectura y energía.
Autor de numerosos libros, entre los que destaca Arquitectura y Clima. Manual de diseño bioclimático para arquitectos y urbanistas. Este libro editado en 1963 por Princeton University Press recorrió el mundo y formó a la mayoría de los arquitectos bioclimáticos, la mayoría de los cuales hoy se encuentran enrolados en una nueva corriente arquitectónica llamada Arquitectura sustentable.
El libro es el resultado de una recopilación de ocho años de trabajo de investigación que contó con ayuda económica de la Agencia Federal de Financiación de la Vivienda de Estados Unidos, con una beca de la Fundación Solomon R. Guggenheim y con el apoyo de los fondos de investigación de la Universidad de Princeton.

## El porqué de un pionero
A mediados de la década de los setenta del siglo XX la crisis del petróleo causaba estragos en el mundo desarrollado y arquitectos, ingenieros y físicos sumaron esfuerzos para dar una propuesta diferente al modo de diseñar y construir en arquitectura. Surge así el término Arquitectura bioclimática como respuesta. Pero en la búsqueda de antecedentes se encuentran con que en los años cincuenta los hermanos Olgyay planteaban una arquitectura completamente distinta y sucesivos artículos y libros alcanzaron su síntesis en 1962.
El primer artículo fue "The temperate house" (1951), seguido de otros trabajos sobre "Bioclimatic Approach to Architecture" y "Solar control and orientation to meet bioclimatical requirements" (1954), una edición más completa trataba sobre "Application of climate data house design" (1954). Más adelante surgen "Sol-Air orientation", "Environment and building shape" (1954) y finalmente "Solar control and shaiding device" (1957).
En 1967 la Fundación Rockefeller le financió un año sabático como profesor visitante en la Facultad de Arquitectura de la Universidad del Valle en Cali (Colombia), donde llevó adelante una gran investigación proyectual. Los primeros contactos comenzaron con la visita del decano Jaime Coronel Arroyo a Princeton y surgió la invitación de esa estadía para «satisfacer la doble función de educar arquitectos y avanzar en conocimientos y de entrelazar docencia con investigación». En el libro se sintetiza el Método Bioclimático de Diseño, en la parte 2 las Consideraciones para Colombia y en la parte 3 la Interpretación arquitectónica. Esta parte final contiene proyectos de ejemplo realizados para Bogotá, Cali, Buenaventura, Guapi e Ipiales. Muchos de los profesores y colaboradores de esta gran experiencia a escala de un país son destacados arquitectos y profesores en Colombia como: Guillermo Álvarez, Silvia de Bejarano, Eduardo de Irisarri, Jaime Cárdenas, Edgar Erazo, Jaime Mendoza, Leonel Osorio, Gustavo Olguín, Jorge Santacruz, Hugo Jurado, entre otros maquetistas y fotógrafos.
En 1969 fue invitado a la Argentina por el INTI como asesor de asistencia técnica de las Naciones Unidas. Junto a Israel Loterztain del INTI y Raúl Álvarez Forn del Bowcentrum realizaron una investigación inédita que se publicó como libro en 1973 y aun hoy es material de consulta en facultades de Arquitectura e Ingeniería del país. Se evaluaron bioclimáticamente ocho lugares característicos de Argentina y se realizaron recomendaciones sobre orientaciones, tipologías y materiales.
A partir de ese momento los Olgyay se convirtieron en referencia obligada para todos los que deseaban introducirse en el difícil y contracultural camino de lo que luego devino en llamarse en etapas sucesivas: arquitectura solar, arquitectura pasiva, arquitectura bioclimática y hoy arquitectura sustentable.

## SobreArquitectura y Clima
Este es un libro compendio de todos sus escritos donde Olgyay habla de la relación entre un edificio y el medio natural que lo envuelve, o sea, de la relación entre arquitectura y lugar, entre forma y clima o entre urbanismo y regionalismo.
El libro se desarrolla en tres partes que se refieren al clima y su relación con el ser humano, a la interpretación de las acciones del clima en clave arquitectónica y a su aplicación en la arquitectura y el urbanismo.
En conjunto, Arquitectura y Clima desarrolla una completa teoría del diseño arquitectónico autoconsciente, apoyada en lógicas justificaciones teóricas y coherente con los principios físicos tratados.
Olgyay relaciona métodos y conocimientos de otras disciplinas como la biología, la meteorología y climatología, la ingeniería y la física en cuanto a transferencia de calor y masa para aplicarlos a cuatro regiones climáticas. De estas relaciones buscó la relación con la arquitectura en función que esta fuera condicionada por factores tales como la orientación, las formas de la edificación, el emplazamiento y el entorno, los efectos del viento y los materiales.
Los principios básicos enunciados en su método de diseño son aplicables a cualquier proyecto actual o reciclado de un edificio antiguo para adaptarlo al sitio y así reducir el impacto ambiental que genera.
El libro se divide en tres partes: Interpretación climática, Interpretación según principios arquitectónicos y Aplicación.
- Parte 1: hay una introducción general que trata desde la tierra y la vida hasta como encontrar un método de diseño; una interpretación bioclimática; una evaluación regional y los elementos climáticos. Esta primera parte es de gran importancia ya que propone su célebre gráfica bioclimática aún hoy utilizada como herramienta de diseño por arquitectos bioclimáticos de todo el mundo. Esta gráfica se sintetiza en un diagrama que tiene por absisa la humedad relativa y por ordenada la temperatura de bulbo seco. En su interior se traza una zona de confort higrotérmico para una persona en reposo y a la sombra con ampliaciones debidas al efecto del movimiento del aire, de la radiación solar de la humectación del aire, entre otros. Define además con claridad el límite del confort a partir del cual se genera el golpe de calor o insolación.

- Parte 2: se tratan la elección del emplazamiento; la orientación sol-aire; el control solar, el entorno y las formas edificatorias, los efectos del viento y modelos de flujo del aire y los efectos térmicos de los materiales.

- Parte 3: se trata la planificación heliotérmica y los ejemplos para cuatro regiones, siendo estas las zonas templadas, las zonas frías, las zonas cálidas-áridas y las zonas cálidas-húmedas.